# Le Sens de la vie : Réincarnation et Liberté
Pour les articles homonymes, voir Le Sens de la vie (homonymie).
Le Sens de la vie : Réincarnation et Liberté est un livre du 14e Dalaï Lama traduit de l'anglais en français en se basant notamment sur les travaux sémantiques de Dagpo Rinpotché, en France depuis 1960 et qui connait bien la langue et la culture française. L'ouvrage original a été traduit en plusieurs langues, dont l'allemand, l'italien, le coréen, le japonais, le chinois, le portugais, le vietnamien, et le polonais. La préface française est cosignée par Françoise Bonardel, Barbara Hendricks, Jacques Chaban-Delmas, Jack Lang, Bernard Kouchner, Henri Cartier-Bresson, Yves Duteil, Fabien Ouaki, Michel Jonasz, Florent Pagny, Jean-Jacques Annaud, Jean-Claude Carrière, Jean-François Revel, etc.

## Résumé
Du 4 au 6 juillet 1984, au cours de 5 sessions de conférences données à Londres au Camden Town Hall, le Dalaï Lama présente les bases de la vision bouddhiste de l'être, analysant la condition humaine et les moyens de donner un sens significatif à la vie. S'appuyant sur la valeur de l'existence humaine, il attire l'attention sur les causes antérieurs de la situation actuelle. Il décrit une série de pièges, invitant à réagir en retournant la situation, et en transformant le blocage de la fermeture égoïste en solution d'une ouverture altruiste, source d'aide et de bonheur. L'ouvrage comporte également les réponses à des questions du public. On y retrouve l'appel du Dalaï Lama à la recherche de solutions pacifiques aux problèmes personnels, familiaux, nationaux et internationaux, basé sur l'art de vivre bouddhiste. Pour lui, toute idéologie ne devrait être utilisée que pour l'amélioration et le perfectionnement personnel, seul garant du bonheur de l'humanité.